# PC 99
La PC System Design Guide (aussi appelée spécification PC-97, PC-98, PC-99, ou PC 2001) est une spécification pour les PC développée par Microsoft et Intel en 1997-2001. Elle vise à encourager la normalisation du matériel PC pour une meilleure compatibilité avec Windows. Cette norme décrit des spécifications minimum pour certains types de PC (par exemple, ordinateur de bureautique, ordinateur de jeu). Elle décourage l'utilisation de matériel et spécifications périmés, en particulier non-plug and play (p.ex. les cartes ISA) et recommande entre autres l'utilisation de l'USB.

## Versions
Quatre versions ont été publiées.
| Version | Date              |
| ------- | ----------------- |
| PC 97   | 9 février, 1998   |
| PC 98   | 31 décembre, 1998 |
| PC 99   | 14 juillet, 1999  |
| PC 2001 | 2 novembre, 2000  |

## Code de couleurs
L'impact le plus important de la norme PC 99 est le code de couleur pour différents types de connecteurs utilisés sur les PC. Comme la plupart des connecteurs ont l'air identiques, en particulier pour les débutants, ces couleurs rendent plus facile le branchement du matériel dans les bons connecteurs. Ce code de couleur a graduellement été adopté par presque tous les constructeurs de PC, carte graphique et carte mère.
| Couleur | Couleur   | Fonction                                                                                                 | Connecteur         |
| ------- | --------- | --- | ------------------ |
|         | Vert      | PS/2 Souris / Dispositif de pointage                                                                     | 6 pin mini-DIN     |
|         | Mauve     | PS/2 Clavier                                                                                             | 6 pin mini-DIN     |
|         | Noir      | port USB                                                                                                 | USB Type A         |
|         | Gris      | Firewire / IEEE 1394                                                                                     | 6 pin FireWire 400 |
|         | Bourgogne | Port parallèle                                                                                           | 25 pin D           |
|         | Turquoise | Port série                                                                                               | 9 pin D            |
|         | Bleu      | VGA analogique                                                                                           | 15 pin VGA         |
|         | Blanc     | Moniteur numérique                                                                                       | DVI                |
|         | Jaune     | S-Vidéo                                                                                                  | 4 pin mini-DIN     |
|         | Jaune     | Vidéo composite                                                                                          | Prise RCA          |
|         | Rose      | Entrée analogique audio microphone                                                                       | jack 3.5 mm        |
|         | Bleu ciel | Entrée ligne analogique audio                                                                            | jack 3.5 mm        |
|         | Vert lime | Sortie analogique audio du signal stéréo principal (écouteurs ou haut-parleurs avant)                    | jack 3.5 mm        |
|         | Noir *    | Sortie analogique audio du signal arrière.                                                               | jack 3.5 mm        |
|         | Brun      | Sortie analogique audio du signal gauche-droite                                                          | jack 3.5 mm        |
|         | Orange    | S/PDIF Sortie numérique audio (parfois utilisé comme une sortie analogique pour un haut-parleur central) | Prise RCA          |
|         | Or        | Port jeu / MIDI                                                                                          | 15 pin D           |

* Les couleurs marquées d'un astérisque n'apparaissent pas dans la spécification PC 99 mais sont couramment utilisées.